# Mionochroma subaurosum
Mionochroma subaurosum är en skalbaggsart som först beskrevs av Dmytro Zajciw 1966.  Mionochroma subaurosum ingår i släktet Mionochroma och familjen långhorningar. Inga underarter finns listade i Catalogue of Life.